# Федеральное агентство по культуре и кинематографии
Федеральное агентство по культуре и кинематографии — ведомство при правительстве Российской Федерации, существовавшее с 2004 по 2008 год.

## История
С 30 июня 2004 года — Федеральное агентство по культуре и кинематографии («Роскультура») при Министерстве культуры и массовых коммуникаций Российской Федерации.
С 2004 по 2008 председателем был Михаил Швыдкой. Не рекомендовал публичный показ фильма «Борат» в 2006 году, что было интерпретировано рядом СМИ как полный запрет фильма в России.
Упразднено Указом Президента РФ от 12.05.2008 N 724.